# Хагуш, Анри Енверович
Анри́ Енве́рович Ха́гуш (23 сентября 1986, Гагра, Абхазская АССР, Грузинская ССР, СССР) — российский футболист, защитник тульского «Арсенала»; тренер.

## Карьера

### Клубная
Начинал заниматься футболом в детской спортшколе в Гаграх. В 2000 году по приглашению технического директора московского «Спартака» попал в футбольную школу столичного клуба.
Сезон 2005 года провёл в челябинском «Спартаке», в то время выступавшем в Первом дивизионе. После чего перешёл в БАТЭ, где с 2007 года стабильно был игроком основного состава. В конце 2008 в российских СМИ появились сообщения о возможном переходе Хагуша в один из российских клубов: казанский «Рубин», санкт-петербургский «Зенит», московский ЦСКА.
17 февраля 2009 года было объявлено о подписании Хагушем трёхлетнего соглашения с «Рубином».
Однако руководство «Рубина» решило отдать его в аренду «Кубани» сроком на один год, и уже на следующий день, 18 февраля, Хагуш прибыл в расположение «Кубани».
21 марта 2009 года Анри дебютировал за новый клуб в матче 2 тура чемпионата России против московского «Спартака», проведя на поле весь матч. Всего за «Кубань» провёл 23 матча в чемпионате 1 матч в Кубке России. По окончании сезона Анри покинул команду.
В начале 2010 года на правах аренды перешёл в «Ростов». Дебют Хагуша в составе «Ростова» состоялся 13 марта 2010 года в домашнем поединке против «Томи». Первый гол в Премьер-лиге забил 30 октября 2010 года в выездном поединке против московского «Спартака». Всего за «Ростов» провёл 45 матчей в чемпионате и 4 матча в кубке страны.
Хагуш был признан самым грубым защитником первого этапа чемпионата России 2011/2012.
В январе 2012 года подписал краткосрочный контракт до конца сезона с нальчикским «Спартаком».
Дебют Хагуша в составе «Спартака» состоялся 12 марта 2012 года в домашнем поединке против «Амкара». Всего за клуб провёл пять встреч. По окончании сезона покинул команду в статусе свободного агента.
В начале марта 2013 подписал контракт с белорусским «Торпедо-БелАЗ». В первом туре получил травму и выбыл до конца сезона, однако сумел восстановиться раньше намеченного срока и в концовке сезона стал одним из самых заметных на поле футболистов жодинской команды.
25 января 2014 года подписал контракт с БАТЭ.
27 декабря 2014 года подписал контракт с тульским «Арсеналом». 1 июля 2020 года провёл сотый матч в составе тульской команды. Зимой 2021 года Хагуш завершил карьеру игрока и остался в тульском «Арсенале» в качестве тренера.

### В сборной
Выступал за молодёжную сборную России, в составе которой провёл один матч против команды Турции.
В сентябре 2014 года заявил, что готов выступать за сборную Беларуси, если последует такое предложение.
В 2016 году являлся капитаном сборной Абхазии на чемпионате мира среди сборных непризнанных государств, проходившем в Сухуме.

## Достижения

### Командные
БАТЭ
- Чемпион Беларуси (4): 2006, 2007, 2008, 2014
- Обладатель Суперкубка Беларуси: 2014
- Финалист Кубка Беларуси: 2006/07

### Личные
- В списках 22 лучших футболистов чемпионата Беларуси (1): сборная «А» — 2008

## Образование
В 2011 году учился на таможенника в Ростовском государственном экономическом университете (РГЭУ).

## Статистика выступлений
| Выступление                 | Выступление      | Выступление      | Лига | Лига | Кубок | Кубок | Еврокубки | Еврокубки | Итого | Итого |
| Клуб                        | Лига             | Сезон            | Игры | Голы | Игры  | Голы  | Игры      | Голы      | Игры  | Голы  |
| --------------------------- | ---------------- | ---------------- | ---- | ---- | ----- | ----- | --------- | --------- | ----- | ----- |
| Спартак (Москва)            | РФПЛ             | 2004             | 0    | 0    | 0     | 0     | 0         | 0         | 0     | 0     |
| Спартак (Москва)            | Итого            | Итого            | 0    | 0    | 0     | 0     | 0         | 0         | 0     | 0     |
| → Спартак (Нижний Новгород) | ПФПЛ             | 2005             | 13   | 0    | 0     | 0     | —         | —         | 13    | 0     |
| → Спартак (Нижний Новгород) | Итого            | Итого            | 13   | 0    | 0     | 0     | —         | —         | 13    | 0     |
| БАТЭ                        | Высшая лига      | 2006             | 4    | 0    | 6     | 0     | 1         | 0         | 11    | 0     |
| БАТЭ                        | Высшая лига      | 2007             | 22   | 1    | 1     | 0     | 6         | 0         | 29    | 1     |
| БАТЭ                        | Высшая лига      | 2008             | 24   | 0    | 3     | 0     | 11        | 0         | 38    | 0     |
| БАТЭ                        | Высшая лига      | 2014             | 28   | 1    | 1     | 0     | 11        | 1         | 40    | 2     |
| БАТЭ                        | Итого            | Итого            | 78   | 2    | 11    | 0     | 29        | 1         | 118   | 3     |
| Рубин                       | РФПЛ             | 2009             | 0    | 0    | 0     | 0     | 0         | 0         | 0     | 0     |
| Рубин                       | Итого            | Итого            | 0    | 0    | 0     | 0     | 0         | 0         | 0     | 0     |
| → Кубань                    | РФПЛ             | 2009             | 23   | 0    | 1     | 0     | —         | —         | 24    | 0     |
| → Кубань                    | Итого            | Итого            | 23   | 0    | 1     | 0     | —         | —         | 24    | 0     |
| → Ростов                    | РФПЛ             | 2010             | 20   | 1    | 1     | 1     | —         | —         | 21    | 2     |
| → Ростов                    | РФПЛ             | 2011/12          | 25   | 1    | 3     | 0     | —         | —         | 28    | 1     |
| → Ростов                    | Итого            | Итого            | 45   | 2    | 4     | 1     | —         | —         | 49    | 3     |
| Спартак-Нальчик             | РФПЛ             | 2011/12          | 5    | 0    | 0     | 0     | —         | —         | 5     | 0     |
| Спартак-Нальчик             | Итого            | Итого            | 5    | 0    | 0     | 0     | 0         | 0         | 5     | 0     |
| Нефтехимик (Нижнекамск)     | 2-й дивизион     | 2011/12          | 11   | 0    | 0     | 0     | —         | —         | 11    | 0     |
| Нефтехимик (Нижнекамск)     | Итого            | Итого            | 11   | 0    | 0     | 0     | —         | —         | 11    | 0     |
| Торпедо-БелАЗ               | Высшая лига      | 2013             | 9    | 0    | 0     | 0     | 0         | 0         | 9     | 0     |
| Торпедо-БелАЗ               | Итого            | Итого            | 9    | 0    | 0     | 0     | 0         | 0         | 9     | 0     |
| Арсенал                     | РФПЛ             | 2014/15          | 11   | 1    | 1     | 0     | —         | —         | 12    | 1     |
| Арсенал                     | ФНЛ              | 2015/16          | 27   | 1    | 1     | 0     | —         | —         | 28    | 1     |
| Арсенал                     | РФПЛ             | 2016/17          | 11   | 0    | 1     | 0     | —         | —         | 12    | 0     |
| Арсенал                     | РФПЛ             | 2017/18          | 17   | 0    | 1     | 0     | —         | —         | 18    | 0     |
| Арсенал                     | РФПЛ             | 2018/19          | 21   | 0    | 3     | 0     | —         | —         | 24    | 0     |
| Арсенал                     | РФПЛ             | 2019/20          | 1    | 0    | 0     | 0     | 0         | 0         | 1     | 0     |
| Арсенал                     | Итого            | Итого            | 88   | 2    | 7     | 0     | 0         | 0         | 95    | 2     |
| Всего за карьеру            | Всего за карьеру | Всего за карьеру | 272  | 6    | 23    | 1     | 29        | 1         | 324   | 8     |